# 大相撲平成22年9月場所
大相撲平成22年9月場所（おおずもうへいせい22ねん9がつばしょ）は、2010年9月12日から9月26日まで両国国技館で開催された大相撲本場所。
幕内最高優勝は横綱・白鵬翔（全勝・4場所連続16回目）。

## 場所前の話題など
2010年8月30日番付発表。大相撲野球賭博問題の余波で、幕内に9人の枠が空く大荒れの番付編成となり、上下動の激しい番付となった。
新入幕は旭南海と蒼国来。旭南海の十両12枚目からの入幕は、十両が地位として確立して以降で最大の昇進幅による新入幕だった。また、所要場所数105は、同じ鹿児島県出身の星岩涛に次いで史上2位のスロー入幕記録。蒼国来は中国出身で初の幕内力士となった。
土佐ノ海の38歳6ヶ月での再入幕は、平成13年3月場所での寺尾の38歳を更新し、年6場所制以降の最年長記録である。雅山は大関経験者としては、昭和52年5月場所の大受以来史上2人目となる十両陥落となった。

## 番付・星取表
| 東       | 成績      | 結果 | 番付   | 西       | 成績    | 結果   |
| -------- | --------- | ---- | ------ | -------- | ------- | ------ |
| 白鵬     | 15勝      | 優勝 | 横綱   |          |         |        |
| 日馬富士 | 8勝7敗    |      | 大関   | 琴欧洲   | 10勝5敗 |        |
| 把瑠都   | 9勝6敗    |      | 大関   | 魁皇     | 8勝7敗  |        |
| 阿覧     | 7勝8敗    |      | 関脇   | 栃煌山   | 11勝4敗 | 技能賞 |
| 稀勢の里 | 7勝8敗    |      | 小結   | 鶴竜     | 9勝6敗  |        |
| 時天空   | 2勝13敗   |      | 前頭1  | 若の里   | 5勝10敗 |        |
| 豊真将   | 7勝8敗    |      | 前頭2  | 栃ノ心   | 9勝6敗  |        |
| 琴奨菊   | 9勝6敗    |      | 前頭3  | 旭天鵬   | 4勝11敗 |        |
| 德瀬川   | 6勝9敗    |      | 前頭4  | 安美錦   | 8勝7敗  |        |
| 高見盛   | 4勝11敗   |      | 前頭5  | 白馬     | 8勝7敗  |        |
| 猛虎浪   | 5勝10敗   |      | 前頭6  | 朝赤龍   | 9勝6敗  |        |
| 北太樹   | 9勝6敗    |      | 前頭7  | 土佐豊   | 6勝9敗  |        |
| 黒海     | 8勝7敗    |      | 前頭8  | 将司     | 全休    |        |
| 木村山   | 8勝7敗    |      | 前頭9  | 武州山   | 6勝9敗  |        |
| 北勝力   | 4勝9敗2休 |      | 前頭10 | 霜鳳     | 8勝7敗  |        |
| 琴春日   | 9勝6敗    |      | 前頭11 | 嘉風     | 11勝4敗 | 敢闘賞 |
| 光龍     | 6勝9敗    |      | 前頭12 | 豪風     | 12勝3敗 | 敢闘賞 |
| 春日王   | 6勝9敗    |      | 前頭13 | 蒼国来   | 8勝7敗  |        |
| 栃乃洋   | 8勝7敗    |      | 前頭14 | 玉鷲     | 10勝5敗 |        |
| 臥牙丸   | 10勝5敗   |      | 前頭15 | 垣添     | 3勝12敗 |        |
| 旭南海   | 4勝11敗   |      | 前頭16 | 土佐ノ海 | 2勝13敗 |        |
| 豊桜     | 6勝9敗    |      | 前頭17 |          |         |        |

## 優勝争い
前場所で47連勝を達成した一人横綱白鵬が、この場所も順調に白星を重ねた。

大関陣では、琴欧洲が中日8日目まで全勝で白鵬に併走、把瑠都も1敗で追ったが、それぞれ後半戦に連敗を喫して脱落。日馬富士は中盤に崩れて脱落した。

平幕の嘉風と豪風が13日目まで2敗で優勝の望みをつないだが、ともに14日目に敗れて3敗となった時点で、白鵬の4場所連続16回目の優勝が決まった。14日目、千秋楽も勝って15戦全勝、1月場所14日目からの連勝を62まで伸ばした。

### 主要力士の終盤戦星取
| 四股名（地位）   | 10日目まで | 11日目  | 12日目  | 13日目    | 14日目  | 千秋楽    | 結果     |
| ---------------- | ---------- | ------- | ------- | --------- | ------- | --------- | -------- |
| 白鵬（東横綱）   | 全勝       | ○阿覧   | ○魁皇   | ○把瑠都   | ○琴欧洲 | ○日馬富士 | 15戦全勝 |
| 豪風（西前頭12） | 8勝2敗     | ○黒海   | ○霜鳳   | ○木村山   | ●栃ノ心 | ○琴奨菊   | 12勝3敗  |
| 栃煌山(西関脇）  | 7勝3敗     | ○安美錦 | ○琴欧洲 | ●阿覧     | ○白馬   | ○朝赤龍   | 11勝4敗  |
| 嘉風（西前頭11） | 8勝2敗     | ○朝赤龍 | ○蒼国来 | ○黒海     | ●琴奨菊 | ●鶴竜     | 11勝4敗  |
| 琴欧洲（西大関)  | 9勝1敗     | ●白馬   | ●栃煌山 | ●日馬富士 | ●白鵬   | ○把瑠都   | 10勝5敗  |

## 各段優勝・三賞
- 幕内最高優勝　白鵬　15戦全勝（4場所連続16回目）
  - 殊勲賞：該当者なし
  - 敢闘賞：嘉風（2回目）、豪風（2回目）
  - 技能賞：栃煌山（2回目）
- 十両優勝　豊ノ島　14勝1敗
- 幕下優勝　髙安　7戦全勝
- 三段目優勝　千代桜　7戦全勝
- 序二段優勝　善富士　7戦全勝
- 序ノ口優勝　巨東　7戦全勝

## トピック
- 横綱・白鵬が連勝記録を62に伸ばし、同53の千代の富士を抜いて歴代2位となった。
- 大相撲野球賭博問題の影響で中止されていたNHKによるテレビ及びラジオ中継が再開された。